# Tsiigehtchic
La communauté des Premières Nations de Tsiigehtchic se situe au confluent du fleuve Mackenzie et de la rivière Arctic Red dans les Territoires du Nord-Ouest au Canada.
L'autoroute Dempster traverse le Mackenzie au niveau de Tsiigehtchic.

## Population
- 138 (recensement de 2021)
- 172 (recensement de 2016)[1]
- 143 (recensement de 2011)
- 175 (recensement de 2006)[2]
- 195 (recensement de 2001)